# The Life and Death of Peter Sellers
The Life and Death of Peter Sellers ist ein US-amerikanisch-britisches Filmdrama von Stephen Hopkins (auf Deutsch etwa: Peter Sellers’ ganzes Leben). Es wurde 2004 mit Geoffrey Rush (Titelrolle), Charlize Theron, Emily Watson, John Lithgow, Stephen Fry und Stanley Tucci produziert. Das Drehbuch basiert auf der 1995 erschienenen Biografie von Roger Lewis.

## Handlung
Der Film zeigt vor allem das Privatleben des englischen Schauspielers Peter Sellers (1925–1980, Filmografie). Darin wird sein komödiantisches Genie ebenso beleuchtet wie sein albtraumhaftes Innenleben. Der Film beginnt 1959 mit der BBC-Radioproduktion The Goon Show, begleitet ihn über verschiedene Stationen seines Filmschaffens, seine Heiraten, sein erstes Kind bis zum Rückzug in ein Schweizer Chalet, wo er sein Privatleben und seine Karriere Revue passieren lässt.

## Kritiken
- Matthew Turner lobte auf viewlondon.co.uk Geoffrey Rushs Darstellung und den Soundtrack.[2]
- Lexikon des internationalen Films: „Die erzählerischen Kapriolen suggerieren freilich eine Tiefe, die der Film letztlich nicht einlöst. Die Mystifizierung des Porträtierten bleibt auf dem Niveau der Verklärung stehen.“[3]

## Auszeichnungen
- Stephen Hopkins wurde 2004 für die Goldene Palme nominiert.
- Der Film als bester Fernsehfilm und Geoffrey Rush gewannen 2005 den Golden Globe Award. Charlize Theron und Emily Watson wurden 2005 für den Golden Globe nominiert.
- Der Film gewann 2005 den Emmy Award in 9 Kategorien, darunter für die Regie und für Geoffrey Rush. Er wurde in sieben weiteren Kategorien für den Emmy Award nominiert, darunter für Charlize Theron.
- Geoffrey Rush, Emily Watson und der Film als bester Fernsehfilm wurden 2005 für den Golden Satellite Award nominiert.
- Geoffrey Rush gewann 2005 den Screen Actors Guild Award, Charlize Theron wurde für denselben Preis nominiert.